# Леді Бьорд Джонсон
Клаудія Альта «Леді Бьорд» Джонсон (до шлюбу Тейлор; 22 грудня 1912 — 11 липня 2007) — американська підприємиця, перша леді США (1963—1969) у шлюбі з 36-м Президентом Ліндоном Джонсоном. Перед цим була другою леді США, коли чоловік обіймав посаду віцепрезидента США. Авторка щоденника та громадська діячка.
Була добре освіченою жінкою своєї епохи, здібною менеджеркою та успішною інвесторкою. Купила на свою спадщину радіостанцію, а згодом і телестанцію, доходи від яких зробили подружжя Джонсонів мільйонерами. Перша дружина президента, яка сама стала мільйонеркою до обрання її чоловіка на посаду.
Після одруження з Джонсоном 1934 року, коли він був перспективним політиком в Остіні, штат Техас, використала свою спадщину для фінансування його виборчої кампанії у Сенат США, а потім керувала його офісом, поки він служив у військово-морському флоті.
Джонсон була прихильницею благоустрою міст та автомобільних доріг. «Закон про благоустрій автомобільних доріг» від 1965 року неофіційно відомий як «Білль Леді Бьорд». Стала першою дружиною президента, яка активно займалася законодавством. Отримала Президентську медаль Свободи та Золоту медаль Конгресу.

## Ранні роки
Клаудія Альта Тейлор народилася 22 грудня 1912 року в місті Карнак, округ Гаррісон, штат Техас.
Названа на честь брата її матері — Клода. Коли Клаудія була немовлям, її няня сказала, що вона така ж «чистота, як сонечко» (англ. "purty as a ladybird"). Псевдонім практично замінив їй ім'я на все життя.
Мала двох старших братів — Томас Джефферсон-молодший (1901—1959) та Антоніо, також відомий як Тоні (1904—1986).
Була сором'язливою і тихою, провела більшу частину молодості наодинці на свіжому повітрі. Вона все життя розвивала любов до вулиці, будучи дитиною, яка росте у високих соснах і затонах Східного Техасу, де спостерігала, як польові квіти цвітуть кожної весни.

## Освіта
Закінчивши середню школу в травні 1928 року, вступила до Університету Алабами на літню сесію, де пройшла перший курс журналістики. Але, сумуючи за Техасом, залишилася вдома і не повернулася на осінній навчальний семестр в Алабамі. Натомість вона та подруга з середньої школи вступили до Єпископального коледжу Святої Марії для жінок в Далласі.
Після закінчення коледжу в 1930 році вона вступила в Техаський університет, м. Остін. Здобула ступінь бакалавра з історії мистецтв з відзнакою у 1933 році та другий ступінь бакалавра журналістики «з хвалою» (cum laude) у 1934 році. Вона хотіла стати репортеркою, але також отримала викладацький сертифікат.

## Шлюб та родина
В Остіні її познайомили з 26-річним Ліндоном Бейнсом Джонсоном, який працював на конгресмена Річарда Клеберга. Ліндон зробив пропозицію одружитися на їх першому побаченні в готелі «Дріскілл». Тейлор не хотіла так швидко одружуватися, але він був наполегливим і не хотів чекати. Через десять тижнів вона прийняла його пропозицію. Пара одружилася 17 листопада 1934 року в Єпископальній церкві Святого Марка в Сан-Антоніо, Техас.
С. Рейберн, колишній голова палати представників і політичний опікун Джонсона з його молодих років, сказав якось: «Найрозумнішим з усього того, що зробив Ліндон, було його одруження з цією жінкою».
У шлюбі народила двох дочок: Лінду (1944) та Люсі (1947), які провели свої підліткові роки в Білому домі під ретельним наглядом ЗМІ. У Клавдії Джонсон на момент її смерті було семеро онуків та десять правнуків.

## Бізнес-кар'єра
У січні — лютому 1943 року, під час Другої світової війни, Клаудія Джонсон за гроші зі спадщини придбала радіостанцію Остіна. У 1952 році вона вирішила розширитись, придбавши телевізійну станцію, незважаючи на заперечення чоловіка. Вона нагадала йому, що вона може робити зі своїм спадком те, що забажає. Станція приносила доходи, які зробили Джонсонів мільйонерами. Через багато років журналісти виявили, що Ліндон Джонсон використовував свій вплив у Сенаті, щоб впливати на Федеральну комісію зі зв'язку на надання ліцензії на монополію, в якій було ім'я Леді Бьорд.
Врешті-решт, початкові інвестиції Клаудії Джонсон перетворилися на понад 150 мільйонів доларів для холдингової компанії LBJ. Вона була першою дружиною президента, яка сама стала мільйонеркою до обрання її чоловіка на посаду.

## Друга леді США

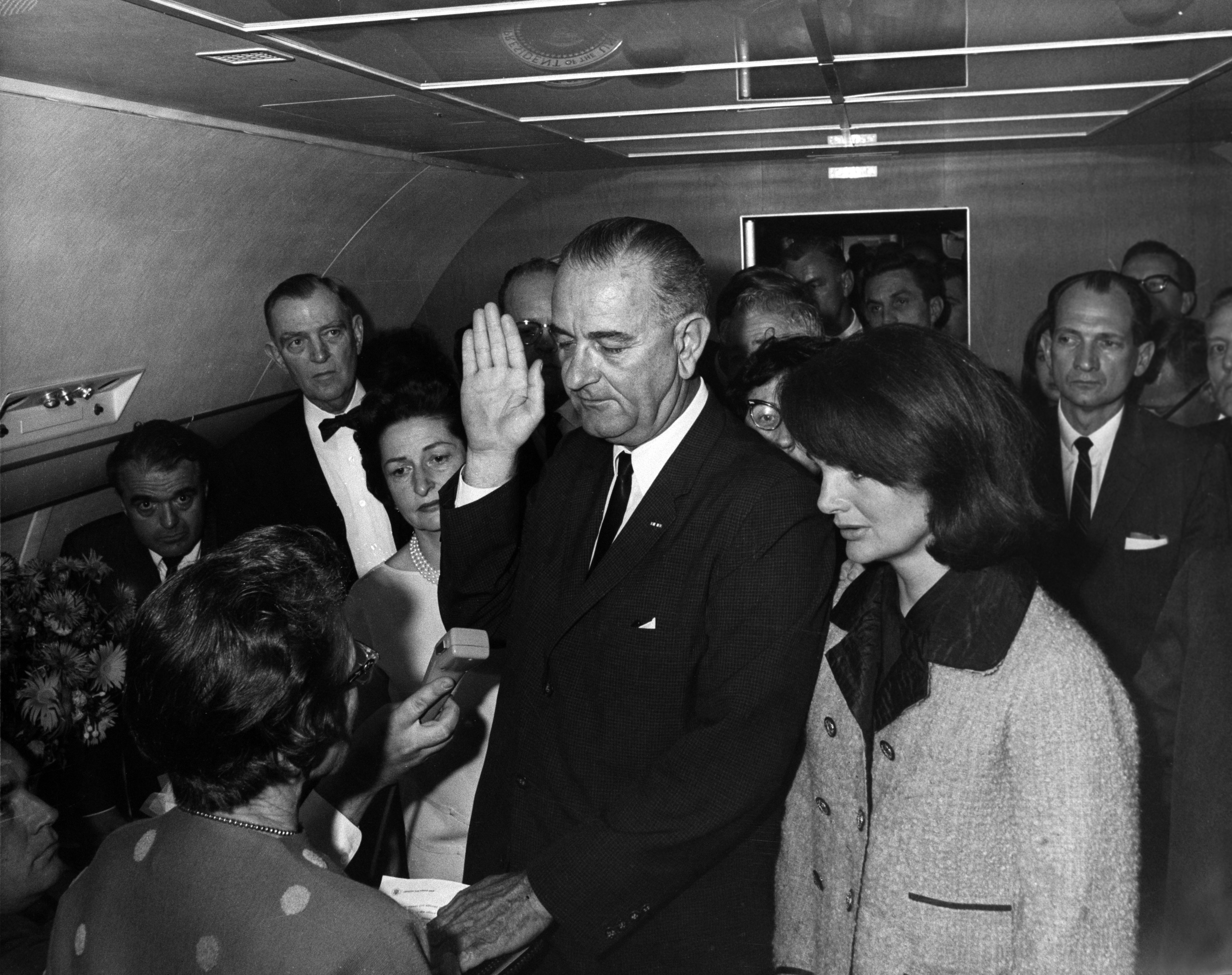
З чоловіком та Жаклін Кеннеді під час присяги чоловіка на борту номер один в день убивства Кеннеді

На Президентських виборах 1960 року Ліндон Джонсон був кандидатом у віцепрезиденти у Джона Кеннеді. На прохання Кеннеді взяла розширену роль під час кампанії, оскільки його дружина Жаклін Кеннеді була вагітна.
Як дружина віцепрезидента, Леді Бьорд часто замінювала Жаклін Кеннеді на офіційних заходах. Цей досвід добре підготував її до наступних викликів її несподіваних років Першої леді.
22 листопада 1963 року Джонсони супроводжували Кеннеді в Далласі, коли його було вбито; вони були на дві машини позаду машини Президента. Ліндон склав присягу президента на борту номер один через дві години після загибелі Кеннеді, дружина та Жаклін Кеннеді були поруч з ним.
У дні після вбивства Клаудія Джонсон працювала з Жаклін Кеннеді над переходом чоловіка до Білого дому. Маючи велику повагу до Жаклін та вважаючи її сильною після вбивства, Джонсон від початку перебування на посаді першої леді вірила, що вона буде невигідною порівняно з попередницею.

## Перша леді США
Будучи першою леді, Клаудія Джонсон розпочала проєкт із благоустрою столиці. Він мав на меті покращити умови у Вашингтоні, як для мешканців, так і для туристів, посадивши мільйони квітів, багато з них на земельній ділянці Національного парку уздовж проїжджих частин навколо столиці.
Вона стала першою дружиною президента, яка активно займалася законодавством. Вона сприяла просуванню «Закону про благоустрій автомобільних доріг», який неофіційно отримав назву «Білль Леді Бьорд».
Клаудія Джонсон створила сучасну структуру кабінету Першої леді: вона першою в цій ролі мала прес-секретаря та власного керівника апарату та по зовнішнім зв'язкам з Конгресом. Вона першою на посаді Першої леді США почала наймати персонал у Білий Дім, який спеціально працює над проєктами Першої леді.
Під час виборів 1964 року Джонсон вмовила чоловіка брати участь у виборах, він вважав, що цього робити не треба, так як Демократична партія не хоче бачити його своїм кандидатом. Вона переконала його, що він гідна кандидатура та його відмова дасть республіканцям можливість зайняти Білий дім.
Клаудія Джонсон стала першою, яка тримала Біблію, коли її чоловік приніс присягу президента 20 січня 1965 року — традиція, яка продовжується і зараз.
Попри постійні зради та грубощі, Клаудія Джонсон любила чоловіка. Він любив з'являтися з нею на публіці, називав її найцікавішою, розумною і справедливою жінкою. Водночас траплялося, що він привселюдно критикував дружину і розпоряджався нею, немов прислугою. Але вона терпляче зносила все, хоч якось зазначила: «Ліндон завжди хотів, щоб я мала кращий вигляд, більше вчилася, ефективніше працювала. Від людей він постійно чекав набагато більшого, ніж вони в змозі дати. Це було дуже захопливо, але і дуже виснажливо».
Наприкінці першого терміну чоловіка Джонсон хвилювалася, щоб він пішов з посади через стан його здоров'я. Можливо, проблеми зі здоров'ям було однією з причин відмови Джонсона від переобрання.
У 1970 році Клаудія Джонсон опублікувала «Щоденник Білого дому» (англ. A White House Diary), інтимний, закулісний опис президентства її чоловіка, що починається з 22 листопада 1963 року до 20 січня 1969 року. Починаючи з вбивства президента Кеннеді, вона записувала важливі події свого часу.
Вона була під захистом секретної служби США протягом 44 років, довше, ніж будь-хто інший в історії.

## Життя після Білого Дому
Чоловік помер від серцевого нападу в 1973 році, через чотири роки після відставки. Після його смерті Клаудія Джонсон подорожувала і більше часу проводила з дочками. Вона залишалася на очах громадськості, шануючи свого чоловіка та інших президентів, беручи участь у різноманітних публічних заходах.
Джонсон повернулася до Білого дому на святкуванні 25-ї річниці інавгурації її чоловіка 6 квітня 1990 року. Діючий президент Джордж Буш похвалив її за підтримку свого чоловіка та працю над благоустроєм пейзажів.
Клаудія Джонсон померла вдома 11 липня 2007 року від природних причин у віці 94 років.